# Euploea corinna
Euploea corinna är en fjärilsart som beskrevs av Macleay 1827. Euploea corinna ingår i släktet Euploea och familjen praktfjärilar. Inga underarter finns listade i Catalogue of Life.